# Алаа Грам
Алаа Грам (араб. علاء غرام; 24 липня 2001, Сфакс) — туніський футболіст, захисник клубу «Шахтар» (Донецьк) та збірної Тунісу.

## Клубна кар'єра
Грам — вихованець клубу «Сфаксьєн». 7 березня 2019 року в матчі проти «Мітлаві» він дебютував у туніській Лізі 1. У своєму дебютному сезоні гравець допоміг команді виграти Кубок Тунісу. У 2021 році він отримав розрив хрестоподібних зв'язок, унаслідок чого йому було зроблено операцію. 16 квітня 2023 року в поєдинку проти «Бен-Гардан» Алаа забив свій перший гол за «Сфаксьєн».
26 червня 2024 року «Шахтар» оголосив про підписання 5 річного контракта с Грама.

## Виступи за збірну
28 березня 2023 року у відбірному матчі Кубка Африки проти збірної Лівії Грам дебютував за збірну Тунісу.

## Титули і досягнення
«Сфаксьєн»
- Володар Кубка Тунісу (2): 2018/19, 2021/22

Туніс
- Володар Кубка Кірін: 2022

«Шахтар»
- Володар Кубка України: 2024/25
- Бронзовий призер Прем'єр-ліги України (1): 2024/25